# Oda Nobutaka
Oda Nobutaka (織田信長, Oda Nobutaka, 1558- juin 1583) est un samouraï de l'époque Sengoku, membre du clan Oda, troisième fils d'Oda Nobunaga, et l'un des successeurs déclarés à la mort de ce dernier.

## Biographie
Adopté par la famille Kanbe régissant le centre de la province d'Ise, il est envoyé par son père en 1582 pour envahir l'île de Shikoku avec ses vassaux Niwa Nagahide et Tsuda Nobusumi, son oncle. La mort conjointe de son père et de son frère ainé Nobutada lors de l'incident du Honnō-ji met fin au projet d'invasion, le responsable, Akechi Mitsuhide devant être défait, et la question de la succession se posant. Nobutaka participe à la bataille de Yamazaki aux côtés de Toyotomi Hideyoshi, où ils défont les forces de Mitsuhide, puis à la conférence de Kiyosu qui doit décider du prochain dirigeant du clan Oda, régnant sur la plus grande partie du Japon. Là, Hideyoshi se prononce en faveur de Oda Hidenobu, petit-fils de Nobunaga, âgé de seulement deux ans. Nobutaka, candidat déclaré à la succession, s'oppose alors ouvertement à Hideyoshi et obtient le soutien de Shibata Katsuie, ainsi que quelques autres anciens vassaux de Nobunaga tels que Takigawa Kazumasu.
En décembre 1582, Nobutaka prend alors la décision d'attaquer Hideyoshi, alors que la province d'Echizen est encore bloquée sous la neige, empêchant les forces de Katsuie de se joindre à celles de son allié. Hideyoshi en profite et attaque le château de Gifu tenu par Nobutaka. Tenu en otage par la suite, jusqu'à la défaite de ses alliés lors de la bataille de Shizugatake, il se retire dans la province d'Owari où il fait seppuku. 